# Stenetrium dagama
Stenetrium dagama là một loài chân đều trong họ Stenetriidae. Loài này được Barnard miêu tả khoa học năm 1920.